# Massimilla Doni
Massimilla Doni é uma novela de Honoré de Balzac, cujo primeiro capítulo foi publicado em 1837 nos Estudos filosóficos da Comédia Humana com Gambara, Les Proscrits e Séraphîta. O capítulo III deste mesmo texto foi publicado em 1839, na France musicale sob o título de Une représentation du Mosè in Egitto de Rossini à Venise, com um preâmbulo sublinhando o papel que Stendhal teve para tornar conhecido o músico italiano na França
George Sand, à qual Balzac falou com paixão do Moisés no Egito, aconselha o escritor a pôr a história no papel. Em outubro de 1836, Maurice Schlesinger faz um pedido de uma novela de temática musical para a Revue et gazette musical de Paris. Balzac assina um acordo para entregar a novela a partir de 8 de janeiro de 1837, mas depois pede um pouco de tempo a mais, pois ele estava desenvolvendo duas ideias sobre várias óperas: uma sobre Robert le Diable, de Giacomo Meyerbeer, e outra sobre Moisés no Egito e O barbeiro de Sevilha de Rossini, que dão origem a duas novelas muito elaboradas: Gambara e Massimilla Doni.
Massimilla Doni é um verdadeiro hino de amor à música de Rossini, mas também à cidade de Veneza, à arte de viver dos italianos, à elegante simplicidade dos aristocratas italianos que vão à ópera não para se mostrar, mas para escutar e vibrar com a música. Em cada camarote de La Fenice, as grandes damas recebem sem cerimônias, exprimem seus sentimentos com espontaneidade, vertem lágrimas de emoção. Por sua vez, os homens apaixonados por música vão ao Caffè Florian, discutir, depois do espetáculo e durante toda a noite se for necessário, cada momento da apresentação, cada frase musical, cada nota. Um francês, que se encontra no camarote de Massimilla Doni, duquesa de Cataneo, recebe dela, sem qualquer pretensão e em completa amizade, um verdadeiro curso de arte lírica.
Dois anos foram necessários a Balzac para aperfeiçoar esse curto texto, mas muito importante na Comédia.
O compositor suíço Othmar Schoeck (1886-1957) fez de Massimilla Doni uma ópera em quatro atos (seis cenas) criada em dois de março de 1937 na Ópera Semper em Dresde.

## Enredo
Emilio Memmi, recentemente tornado príncipe de Varèse, e herdeiro de uma palácio, está desesperadamente apaixonado pela deliciosa Massimilla Doni, mulher do duque de Cataneo, velho depravado que sustenta uma cantora: Clara Tinti. Ele ama a duquesa Massimilla, mas seu amor permanece platônico e cheio de delicadezas. Por um terrível mal-entendido, Emilio se encontra em presença da Tinti em seu palácio. E enquanto o príncipe só tivera relações castas com seu grande amor Massimilla, cai sob o encanto da voluptuosidade oferecida por Tinti, do que depois se envergonha. Enquanto isso, Massimilla Doni está em companhia do médico francês que ela iniciou nos mistérios da música e que, em troca, ajudará Emilio a aceitar a ideia de que o amor carnal e o amor puro se misturam admiravelmente.
Em verdade, a história de amor serve de fio condutor a um texto exclusivamente centralizado na música e na arte lírica, na descrição do mundo dos amantes da música e da atmosfera de Veneza e no retrato de uma grande dama: Massimilla.